# Enigmatix
| Recensione         | Giudizio |
| ------------------ | -------- |
| DownBeat           |          |
| AllAboutJazz (1)   |          |
| AllAboutJazz(2)    |          |
| Jazz Journal       |          |
| JazzdaGama         | /        |
| Orkester Journalen | /        |
| Jazz Podium        | /        |
| Jazzrytmit         | /        |

Enigmatix è l’undicesimo album discografico registrato negli Stati Uniti da Roberto Magris per la casa discografica JMood di Kansas City ed è stato pubblicato nel 2015. È il primo di tre dischi incisi con il suo trio di Kansas City, ed include sia brani originali che rivisitazioni di un brano di Stevie Wonder ed uno degli Steely Dan, con influenze Progressive e di Spiritual jazz.

## Tracce
1. Enigmatix - part 1 – 12:55 (Roberto Magris)
2. Counterparts – 5:47 (Roberto Magris)
3. No Sadness – 6:33 (Roberto Magris)
4. J.F. No Key – 14:25 (Roberto Magris)
5. Enigmatix - part 2 – 10:15 (Roberto Magris)
6. My Cherie Amour – 8:01 (Stevie Wonder)
7. Do It Again – 8:12 (Donald Fagen, Becker)

## Musicisti
- Roberto Magris - pianoforte
- Dominique Sanders - contrabbasso
- Brian Steever - batteria
- Pablo Sanhueza - congas e percussioni
- Monique Danielle - voce (brano 3)